# Amarás al prójimo
Amarás al prójimo (título original en polaco: W imię...) es una película dramática polaca de 2013 dirigida por Małgorzata Szumowska . La película ganó el premio Teddy al mejor largometraje sobre temas LGBT en el 63º Festival Internacional de Cine de Berlín y se proyectó en el Festival de Cine Frameline en el Teatro Castro de San Francisco el 25 de junio de 2013. La película se centra en un sacerdote católico gay que vive en una zona rural de Polonia.

## Sinopsis
Adam es un sacerdote católico que vive en un pueblo de la Polonia rural, donde trabaja con adolescentes con problemas. Rechaza las insinuaciones de una joven llamada Ewa, pero el celibato no es la única razón: Adam sabe que su aceptación del sacerdocio fue una forma de escapar de su homosexualidad. Cuando conoce a Łukasz, el extraño y taciturno hijo de una humilde familia local, la abstinencia autoimpuesta se convierte en una pesada carga para el sacerdote.

## Reparto
El reparto está compuesto por:
- Andrzej Chyra como el sacerdote Adam
- Mateusz Kosciukiewicz como "Dynia" Lukasz
- Maria Maj como la madre de Dynia
- Maja Ostaszewska como Ewa
- Tomasz Schuchardt como "Blondi"
- Łukasz Simlat como el marido de Ewa

## Estreno
Antes de su estreno en Polonia el 20 de septiembre de 2013, la película se proyectó en muchos festivales de cine internacionales. Se mostró por primera vez al público el 8 de febrero de 2013, en el Festival de Cine de Berlín. En junio de ese año participó en el Frameline Film Festival, el Festival de Cine de Taipei y el Festival de Cine New Horizons. Posteriormente participó en el Festival Internacional de Cine de Chicago, el Chéries-Chéris de París y el Festival Internacional de Cine de Gotemburgo.

## Recepción
La película recibió críticas mixtas por parte de los críticos. Metacritic le da a la película una puntuación de 52 sobre 100 basada en 8 reseñas profesionales, mientras que Rotten Tomatoes informa de un 75% de reseñas con una calificación positiva, con una puntuación media de 6,1 sobre 10.
Entre las críticas positivas se incluyen John Oursler, quien en The Village Voice calificó la película como «una crítica matizada, basada en los personajes, de la Iglesia Católica y su postura regresiva sobre la homosexualidad», y Gary Goldstein de Los Angeles Times, quien dijo que el director «infunde efectivamente esta historia apasionante y profundamente reflexiva con cantidades iguales de tensión, terror, deseo e inevitabilidad». Goldstein escribe además: «A pesar de algunos mensajes difusos y una narrativa extrañamente elíptica, Amarás al prójimo resulta ser un drama cautivador, a veces hipnótico, sobre la religión, la represión y la sexualidad». Según Allan Hunter del Daily Express, el título entrega «una perspectiva reflexiva sobre las actitudes hacia la homosexualidad en la iglesia y la sociedad polacas y una sólida actuación de Chyra hacen de este un drama conmovedor».
Farran Smith Nehme del New York Post crticó la entrega, diciendo que «toda la película sufre de una falta de impulso narrativo y un exceso de escenas de silencio y hombres intercambiando miradas profundas y significativas», mientras que Bill Weber en el sitio web de Slant Magazine la juzga «tan confundida acerca de los dilemas morales como lo están sus personajes». Según Jeannette Catsoulis de The New York Times, las actuaciones actorales «suavizan el ritmo lento de la película y su narrativa confusa».